# 승학산 (인천광역시)
승학산(昇鶴山) 또는 축곶산(杻串山) 또는 축곶(杻串)은 인천광역시 서구 가정동 산55-2에 위히하는 한때 인천의 앞바다 해안 갯벌부근의 곶이었던 산이다. 과거 조선시대 봉수대가 있었으며 이는 주요 봉수대중 하나였다.
1413년에 부평도호부 모월곶면(毛月串面)과 석곶면(石串面)을 나누는 경계에 위치하였다. 현재 인천광역시 서구에 위치한다. 해발 표고가 160m로 측량된바있다.

## 대동여지도
|                                                                                                  |
| 대동여지도(제13첩 일부)에서는 안남산(安南山,지금의 계양산)의 지산으로 축곶(杻串)을 표기하고있다. |

## 같이 보기
- 거첨도
- 약산